# Lista de vitórias de Ayrton Senna em corridas da Fórmula 1

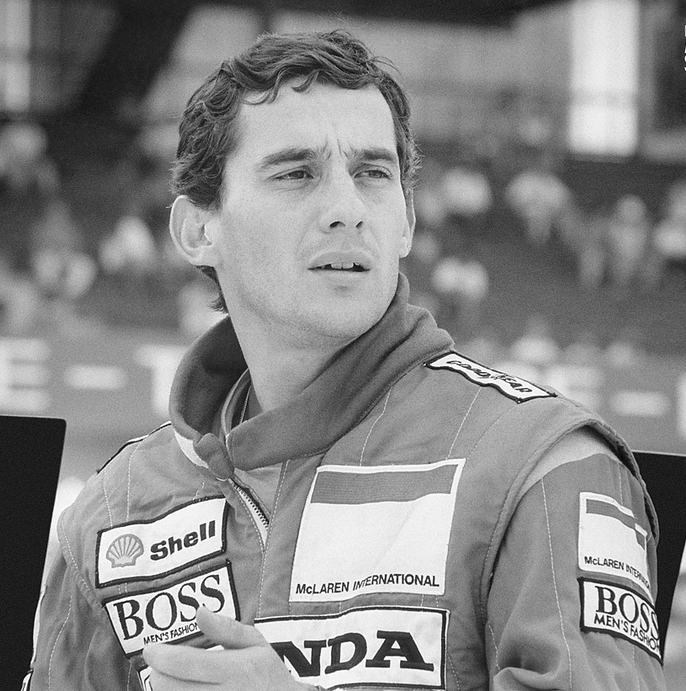
Ayrton Senna venceu 41 corridas de Fórmula 1 e três campeonatos mundiais, antes de morrer em 1994.

Esta é uma lista de vitórias de Ayrton Senna em corridas da Fórmula 1. Ayrton Senna foi um piloto brasileiro que conquistou três campeonatos mundiais de Fórmula 1. Ele entrou na Fórmula 1 em 1984 com a equipe Toleman, mas depois de uma temporada, mudou-se para a Lotus. Senna ficou três temporadas na Lotus antes de se mudar para a McLaren, em 1988. Nos cinco anos seguintes, a intensa rivalidade entre Senna e Alain Prost, piloto francês campeão mundial de Fórmula 1, veio à tona, com incidentes de corrida e colisões particularmente notáveis ocorrendo entre os dois. Senna venceu três campeonatos mundiais durante seis temporadas com a McLaren, em 1988, 1990 e 1991. Ele queria se mudar para a Williams depois de 1992, mas foi impedido devido à uma cláusula do contrato de Alain Prost. Senna se mudou para a Williams em 1994, mas durante a terceira corrida da temporada, ele morreu em um acidente enquanto liderava o Grande Prêmio de San Marino de 1994. O brasileiro estava entre os pilotos de Fórmula 1 mais dominantes e bem-sucedidos da era moderna e é considerado por muitos como o maior piloto de corrida de todos os tempos.
Senna conquistou sua primeira vitória na Fórmula 1 no Grande Prêmio de Portugal de 1985, em 21 de abril. John Blunsden, do The Times, descreveu a vitória como "um dos exemplos mais claros da habilidade suprema de condução", enquanto seu colega e piloto Patrick Tambay descreveu a corrida como um pesadelo, pois estava "muito, muito inundada em todos os lugares, o teto de nuvens estava muito baixo e havia muito pouca luz". Ele venceu duas corridas em cada um de seus três anos com a Lotus antes de se mudar para a McLaren para a temporada de 1988. Senna garantiu seu primeiro campeonato mundial de Fórmula 1 naquele ano e desfrutou de sua temporada de maior sucesso em termos de vitórias. Suas oito vitórias naquele ano estabeleceram um novo recorde de mais vitórias em uma temporada, quebrando o recorde anterior de sete de Jim Clark. Nas três temporadas subsequentes com a McLaren, ele venceu seis ou mais corridas em cada temporada, garantindo mais dois títulos do campeonato mundial de Fórmula 1 em 1990 e 1991. Senna conseguiu apenas três vitórias em 1992. Sua vitória final na Fórmula 1 veio na corrida final da temporada de 1993 no Grande Prêmio da Austrália. Ao todo, o piloto brasileiro conquistou 41 Grandes Prêmios em dezessete circuitos diferentes.
Ao vencer 41 corridas em 161 Grandes Prêmios, Senna está atualmente em sexto lugar na lista dos maiores vencedores de corridas da Fórmula 1 de todos os tempos. No total, 35 dessas 41 vitórias foram com a McLaren, e 32 de suas vitórias foram em carros com motor Honda. De suas nove vitórias restantes, cinco foram conquistadas com carros motorizados da Ford e quatro com a Renault. Ele teve mais sucesso no Circuito de Mônaco, onde venceu seis vezes durante sua carreira, incluindo um recorde de cinco vezes consecutivas entre 1989 e 1993. Sua maior margem de vitória foi de 1:23.199 no Grande Prêmio da Europa de 1993, enquanto a menor margem foi no Grande Prêmio da Espanha de 1986, quando ele derrotou Nigel Mansell por 0,014 segundos, um dos resultados finais mais próximos da história da Fórmula 1.

## Vitórias
Legenda:
- N.º – Número da vitória; por exemplo, "1" significa a primeira vitória de Senna.
- Corrida – Número da corrida; por exemplo, "1" significa a primeira corrida da carreira de Senna.
- Posição de largada – A posição de largada em que Senna iniciou a corrida.
- Margem – Margem de vitória, fornecida no formato de minutos:segundos.milissegundos
- Temporada em que Senna venceu o campeonato de pilotos.

| N.º | Corrida | Data                   | Temporada | Grande Prêmio  | Circuito                      | Posição de largada | Margem   | Equipe  | Motor   | Chassis | Ref.          |
| --- | ------- | ---------------------- | --------- | -------------- | ----------------------------- | ------------------ | -------- | ------- | ------- | ------- | ------------- |
| 1   | 17      | 21 de abril de 1985    | 1985      | Portugal       | Autódromo do Estoril          | 1                  | 1:02.978 | Lotus   | Renault | 97T     | [ 20 ] [ 21 ] |
| 2   | 28      | 15 de setembro de 1985 | 1985      | Bélgica        | Circuito de Spa-Francorchamps | 2                  | 0:28.422 | Lotus   | Renault | 97T     | [ 22 ]        |
| 3   | 33      | 13 de abril de 1986    | 1986      | Espanha        | Circuito de Jerez             | 1                  | 0:00.014 | Lotus   | Renault | 98T     | [ 23 ]        |
| 4   | 38      | 22 de junho de 1986    | 1986      | Detroit        | Circuito Urbano de Detroit    | 1                  | 0:31.017 | Lotus   | Renault | 98T     | [ 24 ]        |
| 5   | 51      | 31 de maio de 1987     | 1987      | Mônaco         | Circuito de Mônaco            | 2                  | 0:33.212 | Lotus   | Honda   | 99T     | [ 25 ]        |
| 6   | 52      | 21 de junho de 1987    | 1987      | Detroit        | Circuito Urbano de Detroit    | 2                  | 0:33.819 | Lotus   | Honda   | 99T     | [ 26 ]        |
| 7   | 65      | 1 de maio de 1988      | 1988      | San Marino     | Autódromo Enzo e Dino Ferrari | 1                  | 0:02.334 | McLaren | Honda   | MP4/4   | [ 27 ]        |
| 8   | 68      | 12 de junho de 1988    | 1988      | Canadá         | Circuito Gilles Villeneuve    | 1                  | 0:05.934 | McLaren | Honda   | MP4/4   | [ 28 ]        |
| 9   | 69      | 19 de junho de 1988    | 1988      | Detroit        | Circuito Urbano de Detroit    | 1                  | 0:38.713 | McLaren | Honda   | MP4/4   | [ 29 ]        |
| 10  | 71      | 10 de julho de 1988    | 1988      | Grã-Bretanha   | Circuito de Silverstone       | 3                  | 0:23.344 | McLaren | Honda   | MP4/4   | [ 30 ]        |
| 11  | 72      | 24 de julho de 1988    | 1988      | Alemanha       | Hockenheimring                | 1                  | 0:13.609 | McLaren | Honda   | MP4/4   | [ 31 ]        |
| 12  | 73      | 7 de agosto de 1988    | 1988      | Hungria        | Hungaroring                   | 1                  | 0:00.529 | McLaren | Honda   | MP4/4   | [ 32 ]        |
| 13  | 74      | 28 de agosto de 1988   | 1988      | Bélgica        | Circuito de Spa-Francorchamps | 1                  | 0:30.470 | McLaren | Honda   | MP4/4   | [ 33 ]        |
| 14  | 78      | 30 de outubro de 1988  | 1988      | Japão          | Circuito de Suzuka            | 1                  | 0:13.363 | McLaren | Honda   | MP4/4   | [ 34 ]        |
| 15  | 81      | 23 de abril de 1989    | 1989      | San Marino     | Autódromo Enzo e Dino Ferrari | 1                  | 0:40.225 | McLaren | Honda   | MP4/5   | [ 35 ]        |
| 16  | 82      | 7 de maio de 1989      | 1989      | Mônaco         | Circuito de Mônaco            | 1                  | 0:52.529 | McLaren | Honda   | MP4/5   | [ 36 ]        |
| 17  | 83      | 28 de maio de 1989     | 1989      | México         | Autódromo Hermanos Rodríguez  | 1                  | 0:15.560 | McLaren | Honda   | MP4/5   | [ 37 ]        |
| 18  | 88      | 30 de julho de 1989    | 1989      | Alemanha       | Hockenheimring                | 1                  | 0:15.560 | McLaren | Honda   | MP4/5   | [ 38 ]        |
| 19  | 90      | 27 de agosto de 1989   | 1989      | Bélgica        | Circuito de Spa-Francorchamps | 1                  | 0:01.304 | McLaren | Honda   | MP4/5   | [ 39 ]        |
| 20  | 93      | 1 de outubro de 1989   | 1989      | Espanha        | Circuito de Jerez             | 1                  | 0:27.051 | McLaren | Honda   | MP4/5   | [ 40 ]        |
| 21  | 96      | 11 de março de 1990    | 1990      | Estados Unidos | Circuito de Rua de Phoenix    | 5                  | 0:08.685 | McLaren | Honda   | MP4/5B  | [ 41 ]        |
| 22  | 99      | 27 de maio de 1990     | 1990      | Mônaco         | Circuito de Mônaco            | 1                  | 0:01.087 | McLaren | Honda   | MP4/5B  | [ 42 ]        |
| 23  | 100     | 10 de junho de 1990    | 1990      | Canadá         | Circuito Gilles Villeneuve    | 1                  | 0:10.497 | McLaren | Honda   | MP4/5B  | [ 43 ]        |
| 24  | 104     | 29 de julho de 1990    | 1990      | Alemanha       | Hockenheimring                | 1                  | 0:06.520 | McLaren | Honda   | MP4/5B  | [ 44 ]        |
| 25  | 106     | 26 de agosto de 1990   | 1990      | Bélgica        | Circuito de Spa-Francorchamps | 1                  | 0:03.550 | McLaren | Honda   | MP4/5B  | [ 45 ]        |
| 26  | 107     | 9 de setembro de 1990  | 1990      | Itália         | Autódromo Nacional de Monza   | 1                  | 0:06.054 | McLaren | Honda   | MP4/5B  | [ 46 ]        |
| 27  | 112     | 10 de março de 1991    | 1991      | Estados Unidos | Circuito de Rua de Phoenix    | 1                  | 0:16.322 | McLaren | Honda   | MP4/6   | [ 47 ]        |
| 28  | 113     | 24 de março de 1991    | 1991      | Brasil         | Autódromo de Interlagos       | 1                  | 0:02.991 | McLaren | Honda   | MP4/6   | [ 48 ]        |
| 29  | 114     | 28 de abril de 1991    | 1991      | San Marino     | Autódromo Enzo e Dino Ferrari | 1                  | 0:01.675 | McLaren | Honda   | MP4/6   | [ 49 ]        |
| 30  | 115     | 12 de maio de 1991     | 1991      | Mônaco         | Circuito de Mônaco            | 1                  | 0:18.348 | McLaren | Honda   | MP4/6   | [ 50 ]        |
| 31  | 121     | 11 de agosto de 1991   | 1991      | Hungria        | Hungaroring                   | 1                  | 0:04.599 | McLaren | Honda   | MP4/6   | [ 51 ]        |
| 32  | 122     | 25 de agosto de 1991   | 1991      | Bélgica        | Circuito de Spa-Francorchamps | 1                  | 0:01.901 | McLaren | Honda   | MP4/6   | [ 52 ]        |
| 33  | 127     | 3 de novembro de 1991  | 1991      | Austrália      | Circuito de Rua de Adelaide   | 1                  | 0:01.259 | McLaren | Honda   | MP4/6   | [ 53 ]        |
| 34  | 133     | 31 de maio de 1992     | 1992      | Mônaco         | Circuito de Mônaco            | 3                  | 0:00.215 | McLaren | Honda   | MP4/7A  | [ 54 ]        |
| 35  | 138     | 16 de agosto de 1992   | 1992      | Hungria        | Hungaroring                   | 3                  | 0:40.139 | McLaren | Honda   | MP4/7A  | [ 55 ]        |
| 36  | 140     | 13 de setembro de 1992 | 1992      | Itália         | Autódromo Nacional de Monza   | 2                  | 0:17.050 | McLaren | Honda   | MP4/7A  | [ 56 ]        |
| 37  | 145     | 28 de março de 1993    | 1993      | Brasil         | Autódromo de Interlagos       | 3                  | 0:16.625 | McLaren | Ford    | MP4/8   | [ 57 ]        |
| 38  | 146     | 11 de abril de 1993    | 1993      | Europa         | Donington Park                | 4                  | 1:23.199 | McLaren | Ford    | MP4/8   | [ 58 ]        |
| 39  | 149     | 23 de maio de 1993     | 1993      | Mônaco         | Circuito de Mônaco            | 3                  | 0:52.118 | McLaren | Ford    | MP4/8   | [ 59 ]        |
| 40  | 158     | 24 de outubro de 1993  | 1993      | Japão          | Circuito de Suzuka            | 2                  | 0:11.435 | McLaren | Ford    | MP4/8   | [ 60 ]        |
| 41  | 159     | 7 de novembro de 1993  | 1993      | Austrália      | Circuito de Rua de Adelaide   | 1                  | 0:09.259 | McLaren | Ford    | MP4/8   | [ 61 ]        |

## Número de vitórias em diferentes Grandes Prêmios

Ayrton Senna conquistou 41 vitórias na carreira com a Lotus e a McLaren

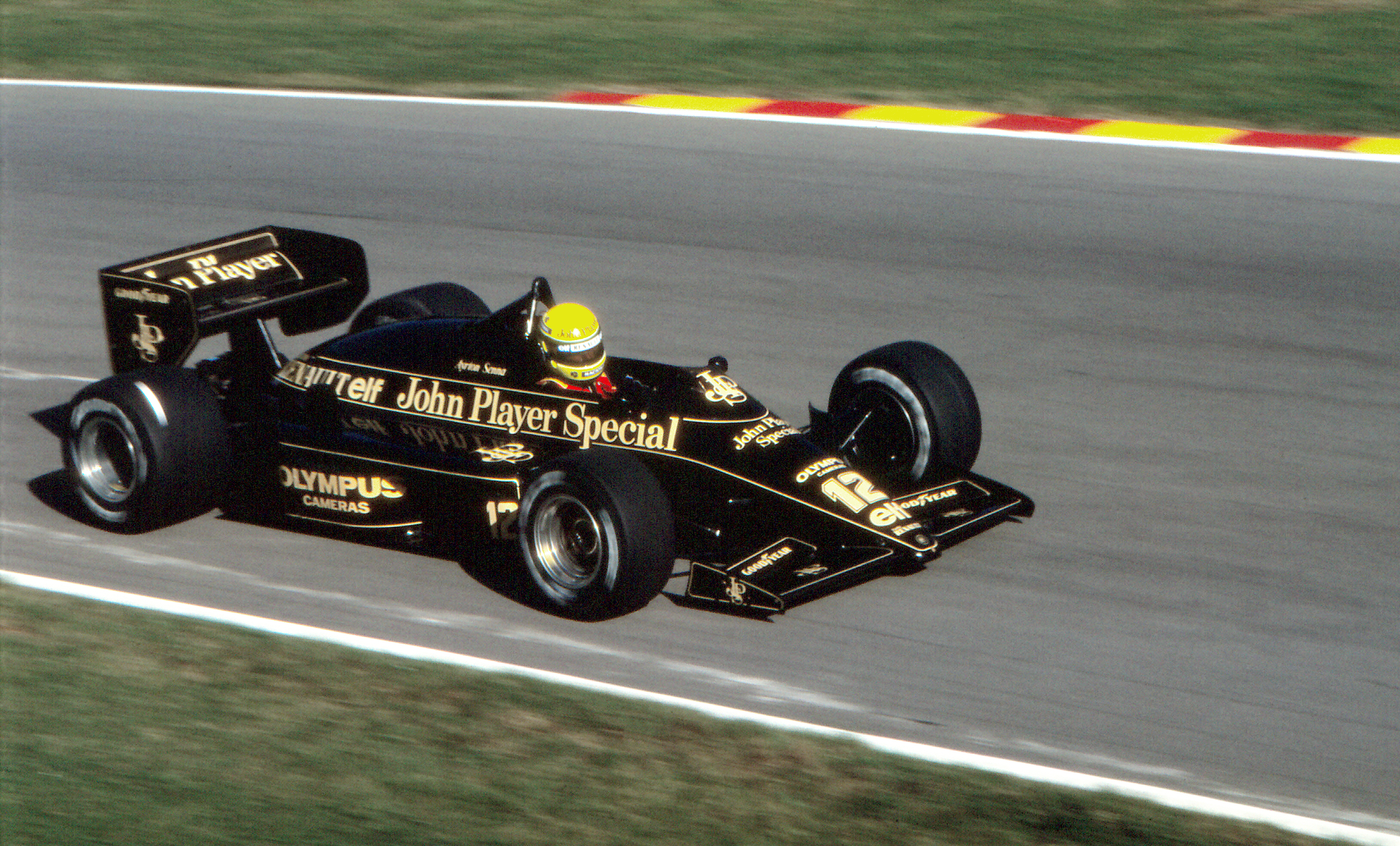
Senna correndo pela Lotus em 1985

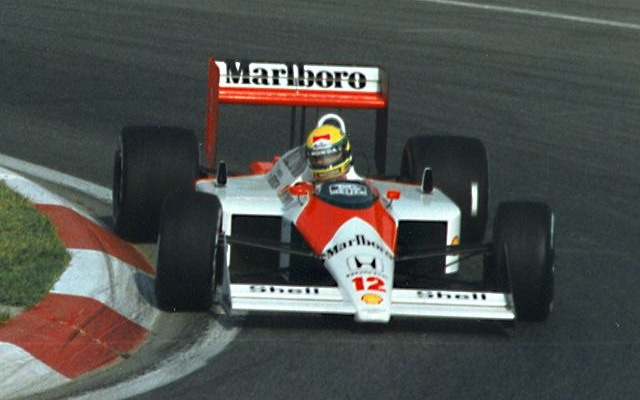
Senna a caminho da vitória pela McLaren no Grande Prêmio do Canadá de 1988

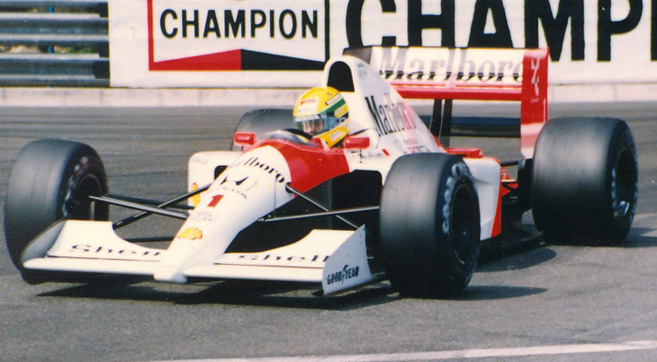
Senna venceu o Grande Prêmio de Mônaco seis vezes durante sua carreira, incluindo em 1991

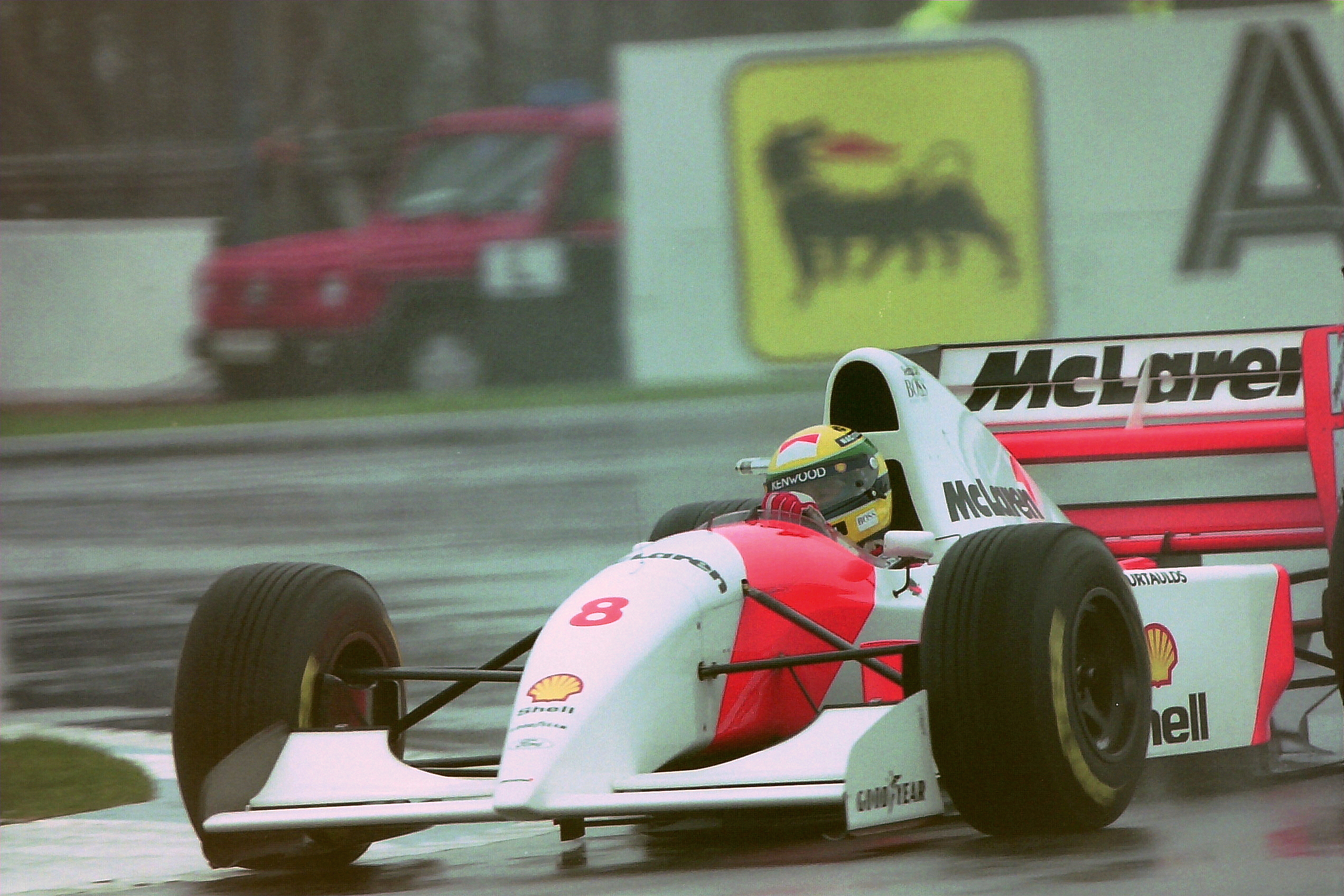
Senna venceu o Grande Prêmio da Europa de 1993 em condições variáveis, obtendo a vitória de maior margem de sua carreira

| N.º                                          | Grande Prêmio                                | Anos vencidos                                | Vitórias |
| -------------------------------------------- | -------------------------------------------- | -------------------------------------------- | -------- |
| 1                                            | Grande Prêmio de Mônaco                      | 1987, 1989, 1990, 1991, 1992, 1993           | 6        |
| 2                                            | Grande Prêmio da Bélgica                     | 1985, 1988, 1989, 1990, 1991                 | 5        |
| 3                                            | Grande Prêmio de Detroit                     | 1986, 1987, 1988                             | 3        |
| 4                                            | Grande Prêmio da Alemanha                    | 1988, 1989, 1990                             | 3        |
| 5                                            | Grande Prêmio de San Marino                  | 1988, 1989, 1991                             | 3        |
| 6                                            | Grande Prêmio da Hungria                     | 1988, 1991, 1992                             | 3        |
| 7                                            | Grande Prêmio da Espanha                     | 1986, 1989                                   | 2        |
| 8                                            | Grande Prêmio do Canadá                      | 1988, 1990                                   | 2        |
| 9                                            | Grande Prêmio dos Estados Unidos             | 1990, 1991                                   | 2        |
| 10                                           | Grande Prêmio da Itália                      | 1990, 1992                                   | 2        |
| 11                                           | Grande Prêmio do Brasil                      | 1991, 1993                                   | 2        |
| 12                                           | Grande Prêmio do Japão                       | 1988, 1993                                   | 2        |
| 13                                           | Grande Prêmio da Austrália                   | 1991, 1993                                   | 2        |
| 14                                           | Grande Prêmio de Portugal                    | 1985                                         | 1        |
| 15                                           | Grande Prêmio da Grã-Bretanha                | 1988                                         | 1        |
| 16                                           | Grande Prêmio do México                      | 1989                                         | 1        |
| 17                                           | Grande Prêmio da Europa                      | 1993                                         | 1        |
| Número total de vitórias em Grandes Prêmios: | Número total de vitórias em Grandes Prêmios: | Número total de vitórias em Grandes Prêmios: | 41       |

## Número de vitórias em diferentes circuitos
| N.º                                          | Circuito                                     | Anos vencidos                                | Vitórias |
| -------------------------------------------- | -------------------------------------------- | -------------------------------------------- | -------- |
| 1                                            | Circuito de Mônaco                           | 1987, 1989, 1990, 1991, 1992, 1993           | 6        |
| 2                                            | Circuito de Spa-Francorchamps                | 1985, 1988, 1989, 1990, 1991                 | 5        |
| 3                                            | Circuito Urbano de Detroit                   | 1986, 1987, 1988                             | 3        |
| 4                                            | Hockenheimring                               | 1988, 1989, 1990                             | 3        |
| 5                                            | Autódromo Enzo e Dino Ferrari                | 1988, 1989, 1991                             | 3        |
| 6                                            | Hungaroring                                  | 1988, 1991, 1992                             | 3        |
| 7                                            | Circuito de Jerez                            | 1986, 1989                                   | 2        |
| 8                                            | Circuito Gilles Villeneuve                   | 1988, 1990                                   | 2        |
| 9                                            | Circuito de Rua de Phoenix                   | 1990, 1991                                   | 2        |
| 10                                           | Autódromo Nacional de Monza                  | 1990, 1992                                   | 2        |
| 11                                           | Autódromo de Interlagos                      | 1991, 1993                                   | 2        |
| 12                                           | Circuito de Suzuka                           | 1988, 1993                                   | 2        |
| 13                                           | Circuito de Rua de Adelaide                  | 1991, 1993                                   | 2        |
| 14                                           | Autódromo do Estoril                         | 1985                                         | 1        |
| 15                                           | Circuito de Silverstone                      | 1988                                         | 1        |
| 16                                           | Autódromo Hermanos Rodríguez                 | 1989                                         | 1        |
| 17                                           | Donington Park                               | 1993                                         | 1        |
| Número total de vitórias em Grandes Prêmios: | Número total de vitórias em Grandes Prêmios: | Número total de vitórias em Grandes Prêmios: | 41       |